# Comité français de la couleur
Le Comité français de la couleur (CFC) est une association loi de 1901 à but non lucratif fondée en 1959 par Fred Carlin. L'organisme mène depuis plus de 50 ans[évasif] des réflexions et des actions sur la couleur dans des secteurs économiques transversaux : mode et textile, design et architecture, arts plastiques, cosmétiques, gastronomie... Le rôle du CFC  est de faire évoluer et d’optimiser la place de la couleur dans notre environnement à travers des actions pédagogiques, événementielles et de recherche prospective. Depuis 1993, le Comité français de la couleur est présidé par Olivier Guillemin.

## Histoire

### Naissance du comité
En 1952, Fred Carlin et Fred Williams Gobeau fondent un Centre d’information de la couleur. Le propos initial de cette structure est de fédérer et conseiller les professionnels de la mode et du textile dans le cadre du développement industriel de ces secteurs. Il devient en 1959 l’ “Association pour la couleur” et en 1976 prend le nom de “Comité français de la couleur”.
Au décès de Fred Carlin, Fred Williams Gobeau en assure la présidence jusqu’en 1984. 
Guy Prouvost, de la Lainière de Roubaix, reprend cette présidence de 1984 à 1989, date de son départ en retraite qui coïncide avec la fermeture de l’entreprise.

### Renouveau du comité
À la fin des années 1980, le Comité français de la couleur entame une nouvelle étape de son développement. 
Suzanne Marest, styliste au Bureau de style des industries du cuir, membre du Comité français de la couleur, prenant conscience de l’influence grandissante de la couleur sur les futures générations, reprend en mains le CFC. Elle invite alors aux réunions du Comité français de la couleur les nouveaux créateurs des années 1980 en matière de mode et de design.[réf. nécessaire]

Soutenu par des stylistes confirmées comme Macha Lincker et Chantal Boyeldieu qui ont assuré la présidence du CFC de 1989 à 1993, le Comité français de la couleur commence à tisser des liens avec d’autres associations concernées par la couleur comme le Centre Français de la Couleur. Les grands salons professionnels tels Première Vision, Expofil, Maisons et Objet, confirment alors leur intérêt pour le développement des applications de la couleur.[réf. nécessaire]
Le renouveau du comité se confirme en 1990 avec l’arrivée d’un nouveau membre, Olivier Guillemin, jeune couturier et designer, premier lauréat de l’Andam en 1989. Il est invité par Suzanne Marest à participer aux réunions du Comité français de la couleur, à la suite de la présentation de son travail de tendances pour la Woolmark Company.[réf. nécessaire]
Les idées fortes et le regard prospectif d’Olivier Guillemin, élu à la présidence du Comité en 1993, ont permis au CFC d’être précurseur et d’ouvrir l’association à de nouveaux secteurs. Olivier Guillemin assure encore aujourd’hui la fonction de président du Comité français de la couleur.
En 2003, le siège du comité domicilié jusqu’alors à Hem (Nord), 113 rue de Croix, 59510, a été transféré au 87 avenue de Villiers, dans le 17e arrondissement de Paris.

### Le Comité français de la couleur et Intercolor
Fred Carlin, fondateur du Comité français de la couleur, est également  à l’initiative de la création en 1963 d’Intercolor, association internationale regroupant aujourd’hui les pays leaders dans le domaine de la prescription de tendance couleur en Europe, en Asie et aux États-Unis.
Le CFC représente la France dans le cadre d’Intercolor depuis sa création.

### Activités du comité
Aujourd’hui[Quand ?], le Comité français de la couleur travaille sur l’évolution, la perception et l’expression de la couleur liée aux modes de vie, en privilégiant des approches croisées d’ordre sociologique, culturel, historique ou scientifique. 
Le Comité français de la couleur constitue une plateforme de réflexion et de recherche prospective. 

#### “Ateliers Couleur” et  gammes de tendances
Le Comité français de la couleur se réunit deux fois par an pour travailler sur l’évolution chromatique de notre environnement. Les concertations entre les membres permettent de confronter les expériences de chacun afin de mieux envisager les enjeux de demain dans les domaines concernés par les tendances couleurs.
Les “Gammes couleur”, élaborées au cours des “Ateliers Couleur”, deux ans avant les saisons concernées, sont réservées exclusivement aux membres du Comité. Ces gammes sont des propositions destinées à orienter les professionnels. Elles influencent l’élaboration des tendances de couleur éditées par les grands salons et fédérations françaises de la mode, du textile et de la maison, membres du Comité français de la couleur (Première Vision Paris, Cuir à Paris, Expofil, Indigo, Salon international de la lingerie et interfilière, Maison&Objet).
Ces tendances de couleur ont une influence internationale par le biais d'Intercolor, association au sein de laquelle le CFC représente la France.

#### Veille prospective
Le Comité français de la couleur informe régulièrement ses adhérents des innovations, des parutions, des conférences et des expositions qui traitent de la couleur[réf. nécessaire].

#### Manifestations professionnelles et événementielles
Le Comité français de la couleur a pour mission de communiquer ses réflexions autour de la couleur. À ce titre, il organise différents types d’actions de promotion de son travail, à destination des professionnels et de la presse, mais également du grand public.
Des conférences et tables rondes thématiques sont régulièrement organisées par le CFC dans le but de travailler et d’échanger sur la perception et l’évolution de la couleur autour de sujets d’actualité comme : la couleur et les cinq sens, couleur et luxe, couleur et mondialisation, couleur et bien-être, couleur et sexualité.
Les groupes de réflexion sont constitués de membres de l’association, de professionnels et d’artistes invités qui abordent la couleur à différents niveaux : sociologique, culturel, historique, industriel, scientifique ou marketing.
À ces manifestations professionnelles s’ajoutent des actions événementielles et des publications, permettant de toucher un plus large public.

##### Conférences et événements
- « The Make-up in color show », tables rondes et défilés du Studio Berçot, salon Make-up in Paris, juin 2014
- « La Couleur à l’international », 50e anniversaire d’Intercolor, Paris, du 5 au 8 juin 2013
- « Les Couleurs de la poupée Barbie»[11], workshop en partenariat avec Mattel et l’Atelier Chardon Savard, février mars 2013
- « Grandeur et décadence de l’or »[12], conférence dans le cadre des Rencontres d'Aubrac, août 2012
- « Couleurs futures », conférence dans le cadre des Rencontres du Comité français de la couleur, à la Maison du prêt à porter et des accessoires, Paris, juin 2012
- Académie de la Couleur, conférence sur le Vert, Bordeaux, mars 2012
- Make-up in Paris, conférences Couleurs et Cosmétiques, juin 2011 et juin 2012
- « L’or, Pharaons & Fashionistas », conférence à l’Académie de la couleur, Bordeaux, mars 2011
- « La Matinée bleue », visite et conférence à Cité de la céramique - Sèvres et Limoges, juillet 2010
- « COLORALYON »[13], parcours et conférence couleur à l’occasion du congrès Intercolor, Bourse du Commerce de Lyon, juin 2009
- « Designer’s Days », conférence sur la chromo-matérialité avec la participation de Patrick Blanc, Jaime Hayon, Allessandro Mendini, Jacob&McFarlane et Olivier Védrine, Bourse du Commerce de Paris, juin 2008[14]
- « Couleurs de porcelaine »[15] à la Cité de la céramique - Sèvres et Limoges, juillet 2007
- « Couleurs précieuses et délicieuses» à l’Hôtel Lutetia et au Musée de Minéralogie de l’École des mines à Paris, évènement associant gastronomie et joaillerie, juillet 2005
- « Parcours de la couleur » à Paris, premier événement grand public réunissant une cinquantaine de partenaires de différents secteurs d’activités, lancement du premier chromotest sur la couleur de la parisienne du 15 au 21 novembre 2004[16],[17]
- « Style Métal » à Roussillon au Conservatoire des ocres et pigments appliqués, 1re exposition internationale à l’occasion du congrès Intercolor et exposition " Le métal se fond dans la mode"[18] 5 juin - 31 septembre 2004
- « Parcours chromosensoriel dans Paris »[19], manifestation interactive avec parcours ludique et pédagogique chez FOOD, La Parfumerie générale et le restaurant SENSO, Conférence « Saveurs et senteurs de couleur » suivie d’un cocktail chromatique, Paris, octobre 2003[20]
- « La Mondialisation des couleurs »[21], conférence à Expofil, Villepinte, juin 2002[22]
- « Les sens de la couleur », conférence dans le cadre de la semaine culturelle de l’École Estienne, Paris, novembre 2001
- « Jouer la lumière », conférence au Musée de la Mode et du Textile, Paris, novembre 2001
- « Le Goût des couleurs »[23],[24],[25], ou l’approche polysensorielle de la couleur à l’Alcazar, conférence suivie d'un « Déjeuner chromatique », Paris, juin 2001
- « Les couleurs du bien-être »[26], intervention dans le cadre de la conférence « Les nouveaux marchés du bien-être » organisé par STRATEGIE à l’Hôtel Lutetia, Paris, février 2001
- « Les Couleurs du luxe »[27], conférence suivie d’un « Bal des couleurs » chez Maxim’s, Paris, décembre 2000
- « La Sexualité des couleurs »[19], conférence au Palais Galliera, musée de la Mode de la Ville de Paris, Paris, juin 2000
- « Maison et Couleur »[28], conférence-débat avec la participation d'Andrée Putman, Arik Lévy, Olivier Védrine et Pierre Staudenmayer, et en partenariat avec le Fashion Group et l’Institut français du design, au salon Maison & Objet, Villepinte, septembre 1999
- « Couleurs d’exotisme »[29], événement en partenariat avec l’Oréal et le Musée de la Mode et du Textile dans le cadre de l’exposition « Touches d'exotisme », novembre 1998

## Membres
Le Comité français de la couleur est constitué de membres adhérents dont les activités professionnelles ou artistiques les amènent à travailler avec ou autour de la couleur. L’association compte parmi ses membres des stylistes et des designers, des directeurs artistiques, des responsables en communication et marketing, des plasticiens, des chercheurs et des journalistes. Ces personnalités sont des indépendants ou des représentants de grands groupes, de marques de luxe, de salons professionnels, d’écoles ou d’institutions. 

### Liste des membres du bureau du Comité français de la couleur
- Président : Olivier Guillemin
- Présidente d'Honneur: Suzanne Marest
- Vice-Président: Dominique Cuvillier
- Trésorière : Annie Donnay